# Pedro Correia
Pedro Guerreiro de Jesus Correia (Oeiras, 27 marzo 1987) è un ex calciatore portoghese, di ruolo difensore.

## Carriera

### Club
Correia cresce nelle giovanili del Benfica, senza però esordire mai in prima squadra. Dopo vari prestiti, nel 2010 arriva al Crotone.

### Nazionale
Ha partecipato al Mondiale Under-20 nel 2007, giocando una sola partita.